# Marc'Antonio Zondadari
Marc'Antonio Zondadari (Siena, 26 de novembre de 1658 — Malta, 16 de juny de 1722) fou Gran Mestre de l'Orde de Malta entre 1720 i 1722. Era membre d'una família noble de la ciutat toscana i per part de mare era renebot del papa Alexandre VIII.
La família el va destinar als cavallers de Sant Joan i va ser enviat al col·legi de nobles de Parma, dirigit per jesuïtes. D'aquí va passar a Nàpols, on va realitzar diferents campanyes amb les galeres de l'orde, cosa que va comportar que rebés tres comandes del mestre Gregorio Carafa.
El 1701 va esdevenir escuder, mestre de cambra i íntim confident del Gran Mestre Ramon Perellós i Rocafull. Amb aquesta confiança es va dedicar a posar a punt la marina de l'orde fins a un punt molt respectable. Va rebre el títol de la Gran Creu i el 1712 va ser enviat com ambaixador davant del papa Climent XI que el tenia en gran estima. Aquesta ambaixada tenia l'objectiu que la inquisició deixés d'actuar a Malta.
Quan Perellós va morir, Zondadari va ser escollit per succeir-lo en el magisteri el 1720. El seu breu mestratge va estar marcar per la reforma dels reglaments amb mesures prou interessants. Va reformar la disciplina de l'orde, va reparar les fortificacions, va repartir les almoines i es va aplicar en fer florir el comerç. També va aconseguir que tots els cavallers que tinguessin uns ingressos de més de 300 lliures, havien de pagar un home per a la seguretat de l'illa. Va encomanar la flota de l'Hospital a Ruffi, que va fer diverses preses importants. Tothom estava molt content de la saviesa d'aquest mestre, però va morir només 2 anys després d'haver accedit al mestratge amb 63 anys. El va succeir António Manoel de Vilhena.
De Zondadari tenim un opuscle titulat Curta instrucció sobre l'Orde Militar dels Cavallers de Sant Joan de Jerusalem (Breve e particolare istruzione del sacro or dîne mililare degli Ospitalari), publicat a Roma el, 1719; reimprès a París el 1721, i encara a Pàdua el 1724, amb una paràfrasi del psalm 41. Curiosament totes les edicions són anònimes.